# Головино (Судогодский район)
Головино́ — посёлок в Судогодском районе Владимирской области России, административный центр Головинского сельского поселения.

## География
Расположен в 23 км на юг от Владимира. Остановочный пункт на железнодорожной линии Владимир — Тумская.

## История
На карте Менде Владимирской губернии 1850 года на месте нынешнего посёлка располагались деревни Головино (севернее центра посёлка) и Крюково (по дороге на Рогово), деревни входили в состав Подольской волости Владимирского уезда. В соответствии со списками населённых мест 1859 года деревня Головино находилась на просёлочном тракте из Владимира в Рязань, в ней числился 21 двор и 134 жит., в деревне Крюково — 11 дворов и 73 жит., в 1905 году в Головине имелось 30 дворов и 168 жит., в Крюкове — 25 дворов и 107 жит.
Поселения на это месте стали расти в связи со строительством тогда узкоколейной железной дороги «Владимир — Тумская», начавшимся в 1900 году, открытием завода «Жукова и Клопова» в 1914 году; первое заседание Головинского сельского совета прошло в 1918 году.
Поселок Головино был основан рядом с деревней Головино и одноимённой дорожной станцией в 1937 году для семей сотрудников исправительного учреждения (женской колонии).
С 1929 года деревня Головино являлась центром Головинского сельсовета Владимирского района, с 1965 года — в составе Судогодского района, центральная усадьба совхоза «Головино», с 2005 года — центр Головинского сельского поселения.
В 2003 году деревни Головино и Крюково были объединены с посёлком Головино в один населённый пункт. В 2008 году вокзал ж/д станции Головино был закрыт и продан на дрова.

## Население
| 1859 | 1905 | 1926 | 2002  | 2010  | 2021  |
| ---- | ---- | ---- | ----- | ----- | ----- |
| 132  | ↗168 | ↗259 | ↗3060 | ↗4408 | ↘2962 |

## Инфраструктура
В посёлке расположены Головинская средняя общеобразовательная школа (открыта в 1972 году), Судогодский социально-реабилитационный центр для несовершеннолетних, детские сады «Алёнушка» и «Малыш», дом культуры, врачебная амбулатория, операционная касса № 8611/0166 Сбербанка РФ, участковый пункт полиции, отделение федеральной почтовой связи.

## Исправительные учреждения
В посёлке находятся женская исправительная колония № 1 ФСИН России, профессиональное училище № 43 ФСИН России, детский дом при исправительной колонии № 1.

## Достопримечательности

Храм в честь Амвросия Оптинского в Головино

В посёлке действует храм в честь Амвросия Оптинского, освящённый 17 октября 2009 года. На территории исправительной колонии действует деревянный храм в честь Анастасии Узорешительницы. Существует так же старообрядческая община. Богослужения они проводят на территории Каменец.